# Phaegoptera discisema
Phaegoptera discisema là một loài bướm đêm thuộc phân họ Arctiinae, họ Erebidae.